# 友泉亭
友泉亭（ゆうせんてい）は、福岡県福岡市城南区にある地名。丁目の設定がない単独町名であり、全域で住居表示を施行している。郵便番号は814-0122。

## 概要

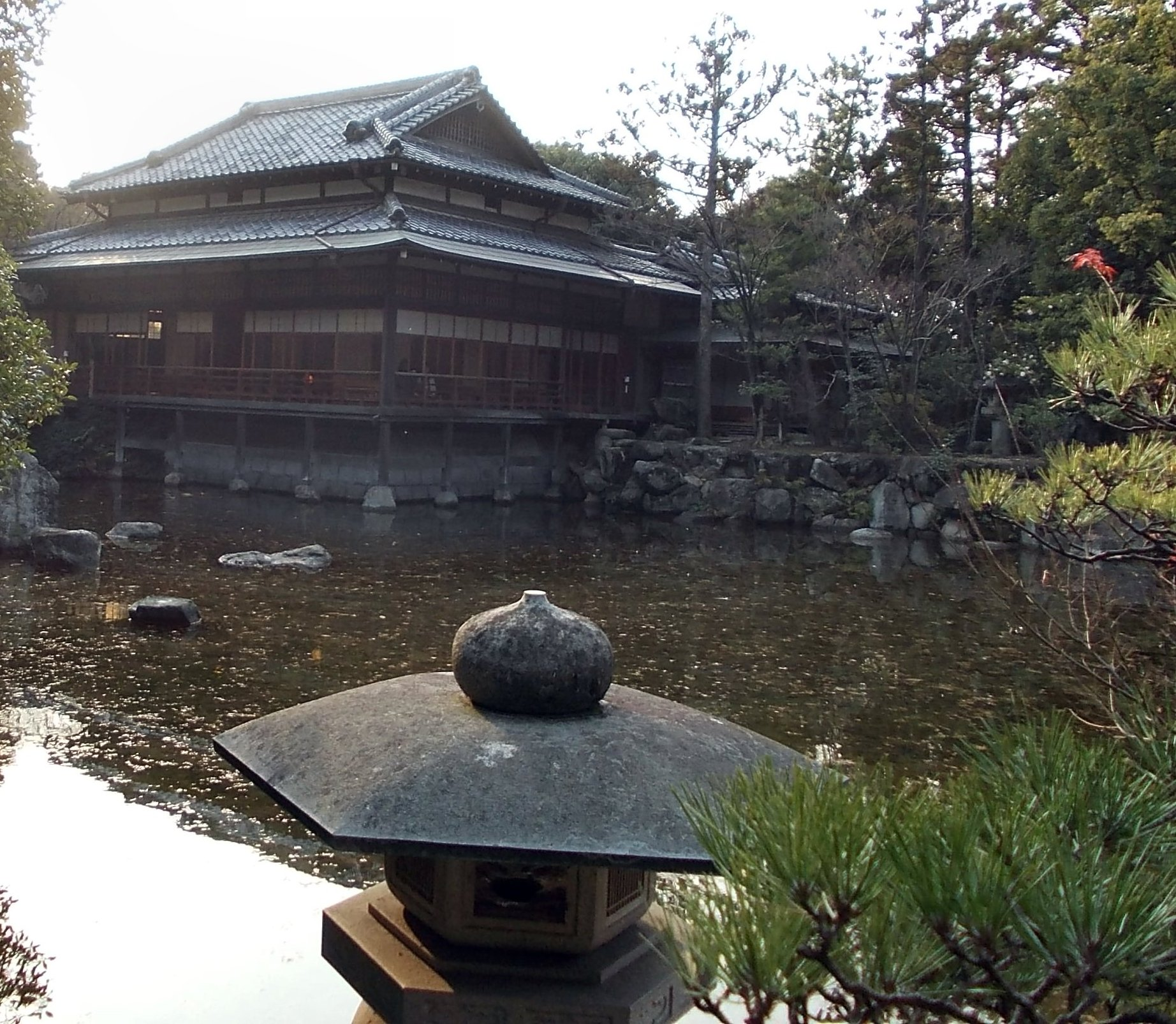
友泉亭公園

福岡市城南区の東部に位置し、北で中央区笹丘、東で中央区小笹、南で長尾、西で田島と接している。概ね閑静な住宅街となっているほか、町内には旧福岡藩主黒田家の別邸跡を整備した友泉亭公園がある。

## 歴史
地名の由来は、久世通夏が詠んだ「世にたへぬ あつさもしらずわき出る 泉を友と むすぶいほりを」という歌から福岡藩の儒者竹田定直が選んだもの。

### 町域の変遷
| 住居表示実施後 | 実施年月日         | 住居表示実施前（各大字の一部） |
| -------------- | ------------------ | ------------------------------ |
| 友泉亭         | 1977年（昭和52年） | 大字田島                       |

## 主な施設
- ヤマダデンキテックランド城南店
- NPO法人フードバンク福岡

## 教育施設
町内に小中学校はなく、福岡市立長尾小学校・福岡市立友泉中学校の校区となっている。

## 名所・旧跡
- 友泉亭公園

## 交通

### 道路
- 福岡県道557号東油山唐人線
- 福岡市道大濠東油山線（油山観光道路）

### 鉄道
町内に鉄道は通っていない。

### バス
- 西鉄バス
  - 友泉亭
  - 友泉中学校前